# پری‌شاهرخ سیاه
پری‌شاهرخ سیاه (نام علمی: Oriolus hosii) نام یک گونه از سرده پری‌شاهرخ است.